# Оскар Брінкманн
Оскар Брінкманн (нім. Oskar Brinkmann; 3 червня 1879 — ?) — німецький офіцер-підводник, лейтенант-цур-зее резерву кайзерліхмаріне (18 серпня 1916).

## Біографія
В січні 1901 року вступив на флот. Учасник Першої світової війни. З 26 липня по 14 серпня 1918 року — командир підводного човна SM UB-97. 19 листопада 1918 року звільнений у відставку.

## Нагороди
- Залізний хрест 2-го і 1-го класу